# Vol Pan Am 759
Le vol Pan Am 759 était un vol intérieur régulier assuré par un Boeing 727 au départ de Miami, en Floride, et à destination de San Diego, en Californie, avec plusieurs escales prévue à La Nouvelle-Orléans et Las Vegas. Le 9 juillet 1982, l'appareil s'écrase, peu après le décollage, sur des maisons de la zone résidentielle de Kenner, dans la banlieue de La Nouvelle-Orléans, tout près des pistes de l'aéroport international Louis Armstrong de La Nouvelle-Orléans. Les 138 passagers et 7 membres d'équipage à bord, ainsi que 8 personnes se trouvant au sol, y perdent la vie.

## Avion et équipage

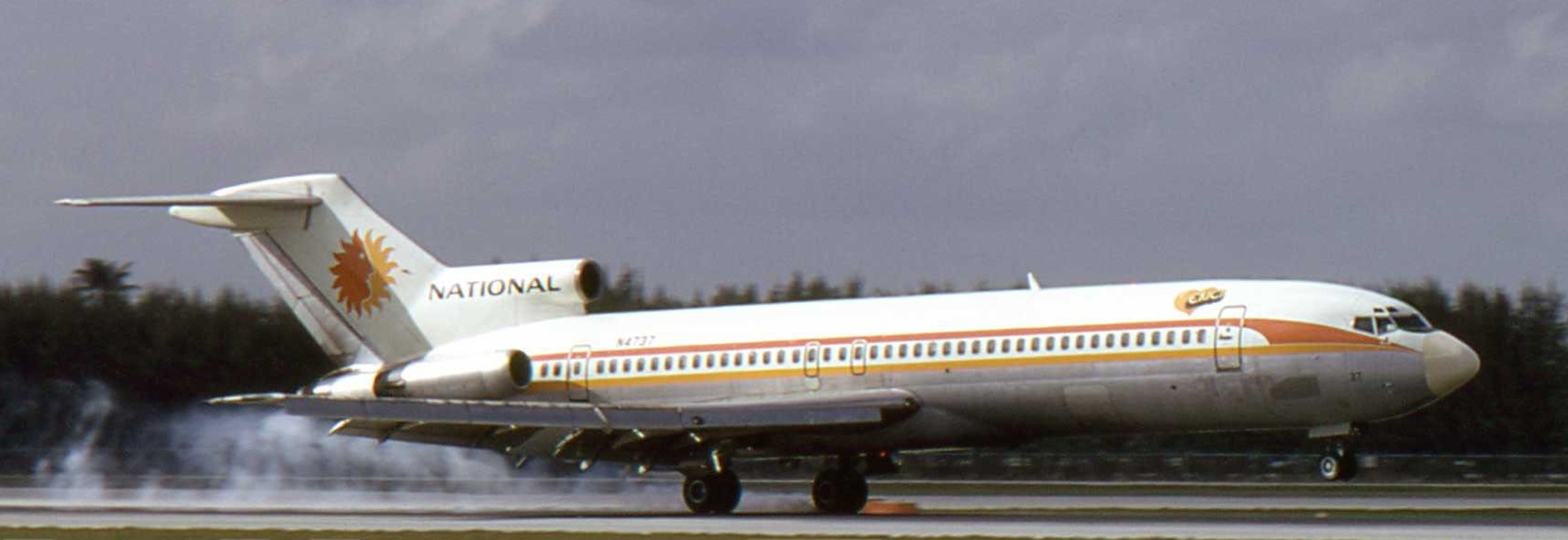
Le 727 impliqué dans l'accident, alors qu'il opérait pour National Airlines, ici en avril 1974.

L'appareil impliqué, un Boeing 727-235 âgé de 14 ans, immatriculé N4737 (numéro de série 19457/518), a été livré à National Airlines le 31 janvier 1968. Il était propulsé par trois turboréacteurs à double flux de type Pratt & Whitney JT8D-7B, et a été renommé Clipper Defiance après la fusion entre National Airlines et Pan American World Airways.
Au moment de l'accident, l'avion transportait 137 passagers en cabine et un passager non payant sur le strapontin du cockpit, ainsi qu'un équipage de sept personnes.
Le commandant de bord, Kenneth L. McCullers (45 ans), totalise 11 727 heures de vol, dont 10 595 heures sur Boeing 727. Il a été décrit par d'autres comme un pilote au-dessus de la moyenne, avec qui il était plaisant de voler en raison de son excellent jugement et sa capacité à exercer son rôle de commandant de bord au sein du cockpit.
Le copilote, Donald G. Pierce (32 ans), compte 6 127 heures de vol, dont 3 914 heures sur 727. Il a été décrit par d'autres commandant de bord comme un pilote consciencieux avec d'excellentes connaissances concernant les différents systèmes de l'avion, ainsi que les procédures standards et techniques de vol de la compagnie aérienne.
Le mécanicien navigant, Leo B. Noone (60 ans), cumule 19 904 heures de vol, dont 10 508 heures sur 727.
Les trois membres d'équipage, dont le commandant de bord, le copilote et le mécanicien navigant, n'avaient aucun problème de sommeil ou de santé et avaient réussi tous les contrôles de compétence requis avant le vol.

## Contexte
Les prévisions météorologiques émises à 7h40 le 9 juillet par le National Centers for Environmental Prediction de La Nouvelle-Orléans prévoyaient des orages, d'éventuelles turbulences, du givrage et un risque de cisaillement de vent. La carte météorologique émit à 18h00, heure locale, a identifié un 
système anticyclonique situé à 110 km au large des côtes de la Louisiane. Aucun front ou dépression ne se trouvait à moins de 190 km de l'aéroport à ce moment-là. Les prévisions entre 12h00 et 22h00 indiquent des nuages épars, un plafond à 3 000 pieds (910 m), des orages et des précipitations modérées. Selon le National Weather Service (NWS), il n'y a pas eu d'alertes météorologiques particulière pour l'heure et la zone de l'accident.

## Déroulement des faits
Le vol 759 a commencé son décollage depuis la piste 10 de l'aéroport international Louis Armstrong de La Nouvelle-Orléans, à Kenner, en Louisiane, à 16h07, à destination de l'aéroport international Harry-Reid de Las Vegas, dans le Nevada. Au moment du décollage, des orages se formait à l'est de l'aéroport et à l'est-nord-est de l'extrémité de la piste 10, avec de fortes rafales de vent. Le copilote Pierce est le pilote aux commandes et le commandant McCullers était le pilote surveillant, comme enregistré sur l'enregistreur phonique (CVR) de l'avion.
Le vol 759 a décollé de la piste, est monté à une altitude comprise entre 95 et 150 pieds (29 et 46 m), puis a commencé à rapidement perdre de l'altitude. À environ 724 m de l'extrémité de la piste, le Boeing 727 heurte une rangée d'arbres, à une altitude d'environ 50 pieds (15 m), puis il continue sa descente sur 681 m, en heurtant des arbres et les toits de plusieurs maisons. À 16h09, l'avion s'écrase dans la zone résidentielle de Kenner, à environ 1 410 m de l'extrémité de la piste 10. L'avion a été complètement détruit par l'impact avec le sol, l'explosion et l'incendie qui a suivi le crash.
Au total, 153 personnes ont périt dans l'accident (les 145 passagers et membres d'équipage à bord et 8 au sol). Quatre autres personnes au sol ont été blessées. Au total, six maisons ont été entièrement détruites, et cinq autres maisons ont été considérablement endommagées.

## Victimes
| Nationalité          | Passagers | Équipage | Sol | Total |
| -------------------- | --------- | -------- | --- | ----- |
| États-Unis           | 80        | 7        | 8   | 99    |
| Uruguay              | 11        | 0        | 0   | 11    |
| Brésil               | 7         | 0        | 0   | 7     |
| Canada               | 6         | 0        | 0   | 6     |
| Allemagne de l'Ouest | 5         | 0        | 0   | 5     |
| Costa Rica           | 4         | 0        | 0   | 4     |
| France               | 4         | 0        | 0   | 4     |
| Hong Kong            | 4         | 0        | 0   | 4     |
| Suisse               | 4         | 0        | 0   | 4     |
| Mexique              | 3         | 0        | 0   | 3     |
| Porto Rico           | 3         | 0        | 0   | 3     |
| Australie            | 2         | 0        | 0   | 2     |
| Yougoslavie          | 2         | 0        | 0   | 2     |
| Jamaïque             | 1         | 0        | 0   | 1     |
| Panama               | 1         | 0        | 0   | 1     |
| Venezuela            | 1         | 0        | 0   | 1     |
| Total                | 138       | 7        | 8   | 153   |

Un mémorial dédié aux victimes de l'accident a été érigé à l'église Notre-Dame du Perpétuel Secours, située à Kenner, en Louisiane.

## Enquête
Le Conseil national de la sécurité des transports (NTSB) a déterminé que la cause probable de l'accident est un décrochage de l'avion en raison d'un cisaillement de vent à basse altitude, provoqué par la présence de rafale descendante pendant le décollage, dont l'équipage aurait eu du mal à reconnaître les effets et réagir à temps pour stopper la descente de l'avion avant l'impact avec les arbres. La capacité limitée de la technologie permettant la détection du cisaillement du vent alors en vigueur a contribué à l'accident. L'enquête a également noté l'incapacité du gouvernement américain à diffuser les informations appropriées sur les conditions météorologiques ce jour-là et à mettre en place des dispositifs de détection du cisaillement du vent à l'aéroport de La Nouvelle-Orléans.
The New York Times a rapporté que, selon des témoins, une alerte de cisaillement du vent aurait été évoquée sur les fréquences radio de l'aéroport de La Nouvelle-Orléans le 9 juillet, peu avant le décollage du vol 759. Mais l'équipage a été informé d'un rapport météorologique enregistré datant de deux heures avant le décollage, bien que la routine de l'aéroport consiste à enregistrer les informations sur les conditions météorologiques toutes les heures. Il n'y avait aucune procédure à l'aéroport pour informer les équipages que des annonces météorologiques mises à jour étaient disponibles.
En conséquence, plusieurs millions de dollars ont été versés à titre d’indemnisation aux différentes familles touchées par l’accident. L'accident du vol 759, ainsi que celui du vol Delta Air Lines 191, qui s'est écrasé dans des circonstances similaires trois ans plus tard, ont conduit au développement du système d’alerte de cisaillement du vent à basse altitude et au mandat de la Federal Aviation Administration (FAA) incitant à l'installation de système de détection du cisaillement du vent dans les aéroports et à bord des avions aux États-Unis d'ici 1993.